# Dimitrie Sturdza (jucător de tenis)
Dimitrie Sturdza (n. 12 octombrie 1938, Iași, România), cunoscut și ca Tim Sturdza, este un om de afaceri, filantrop și fost jucător de tenis român, descendent dintr-o dinastie nobilă, cu titlul de prinț. Deține brandul elvețian de cosmetice „Déesse”.
Ca jucător de tenis a câștigat de circa 30 de ori campionatul Elveției și a evoluat și în circuitul internațional, alături de Ilie Năstase, Ion Țiriac ș.a. În anul 2000 el a creat Turneul Internațional de Tenis "Trofeul D. Sturdza" care face parte din circuitul ITF Juniors și are loc anual în Chișinău, Republica Moldova. Forbes România estimează averea sa la 180-190 de milioane de euro. Dimitrie Sturdza este și unul din marii filantropi din România, alocând anual în medie 500.000 de euro pentru burse școlare. Este co-fondator al fundației FAPAR (Fondation pour l`Aide aux Personnes Agees en Roumanie) cu un fond de peste 10 milioane de euro.

## Biografie
Familia Sturdza, din care face parte prințul Dimitrie Sturdza, este atestată documentar din secolul al XV-lea, în Moldova și este înnobilată în secolul al XVII-lea, în Transilvania. Prințul Dimitrie Sturdza este descendent al lui Ioan Sturdza, din familia căruia făcea parte și Mihail Sturdza, domn al Moldovei între 1834 și 1849. Este nepotul pe linie dreaptă al Olgăi Sturdza, născută Mavrocordat, mama sa fiind Lucia Cantacuzino.
Dimitrie Sturdza s-a născut pe 12 octombrie 1938, în Iași, România, în familia lui Gheorghe (Georges) și Greta Sturdza. Părinții săi s-au căsătorit în 1937. Bunicul de pe linia mamaei era norvegian, iar bunica rusoaică. A fost botezat de regina Elena și de fiul acesteia, Mihai. A făcut școala primară la București, însă după abdicarea regelui, familia sa a părăsit țara, stabilindu-se inițial în Norvegia, iar apoi în Elveția. În Elveția a studiat fizica atomică la Politehnica din Lausanne. În aceeași perioadă a devenit jucător de tenis. În 1968 s-a căsătorit cu Monique Wagner și au împreună doi copii, Ștefan Dimitrie Ferdinand Sturdza și Roxandra Sturdza.
În prezent locuiește în România și în Elveția.